# La mia padroncina Inukai
La mia padroncina Inukai - Una volta diventato un cane, sono stato adottato dalla persona di cui sono innamorato (犬になったら好きな人に拾われた?, Inu ni Nattara Suki na Hito ni Hirowareta) è un manga scritto e disegnato da Itsutuse. Il manga è iniziato con la serializzazione in tre riviste digitali della casa editrice Kodansha a partire dal 2 agosto 2020. In seguito, è stato creato un adattamento anime, prodotto dallo studio Quad, che è andato in onda dal 7 gennaio al  25 marzo 2023, accompagnato con due OAV pubblicati il 26 gennaio dello stesso anno in formato Blu-ray.

## Trama
Il manga è incentrato su un protagonista che un giorno si sveglia improvvisamente per scoprire di essere stato trasformato in un cane preso e adottato dalla sua compagna di classe di cui lui è innamorato, Karen Inukai. Mentre Karen è fredda e inespressiva a scuola, a casa stravede per il suo cane.

## Protagonisti
Karen Inukai (犬飼 加恋?, Inukai Karen)
Doppiata da:  Saya Aizawa
Karen è la protagonista della serie. È una compagna di classe della forma umana di Pochita. Ha incontrato Pochita per strada e lo ha portato a casa. Di solito è inespressiva e fredda, ma in realtà è un'amante dei cani fuori dal mondo e cerca di entrare in contatto fisico con Pochita in ogni modo possibile.
Pochita (ポチ太?)
Doppiato da:  Shūichirō Umeda
Pochita è il protagonista della serie. È un liceale che improvvisamente si trasforma in un cane. Viene preso dalla sua compagna di classe, Karen Inukai, per la quale ha una cotta, e vivono insieme come il suo animale domestico. Sebbene desideri tornare umano il prima possibile, non è in grado di resistere al fascino della vita da cane e lotta ogni giorno con questo.
Mike Nekotani (猫谷 ミケ?, Nekotani Mike)
Doppiata da: Mayu Sagara
Mike è un'amica d'infanzia di Karen e una compagna di classe che vive accanto alla casa dei genitori di Pochita. Non ama i cani e ha paura di Pochita.
Usagi Tsukishiro (月城 うさぎ?, Tsukishiro Usagi)
Doppiata da: Yurie Kozakai
Usagi è un'amica d'infanzia di Karen e una compagna di classe sia di lei che di Pochita. Era solita prendere in giro Pochita quando era umano, ma in realtà prova segretamente dei sentimenti per lui.

## Media

### Manga
Il manga, scritto e disegnato da Itsutuse, è stato distribuito in quattro riviste digitali appartenenti alla casa editrice Kodansha sotto l'etichetta Monthly Shōnen Magazine Comics: la prima è Magazine Pocket che ha iniziato la pubblicazione in volumi il 2 agosto 2020 interrompendola il 17 marzo 2022; in seguito, il manga ha continuato la serializzazione sulla seconda rivista chiamata Shōnen Magazine R il 2 settembre 2020 fino al 20 gennaio 2023; infine, il manga ha continuato è continua tuttora la pubblicazione in volumi sulle riviste Suiyōbi no Sirius e YanMaga Web dal 17 marzo 2022. In seguito, è stato annunciato che il manga, avrebbe continuato la serializzazione sulla rivista Monthly Maga Kichi a partire da febbraio 2023.

#### Volumi
| Nº | Data di prima pubblicazione | Data di prima pubblicazione | Data di prima pubblicazione |
| Nº | Giapponese                  | Giapponese                  |                             |
| -- | --------------------------- | --------------------------- | --------------------------- |
| 1  | 9 novembre 2020             | ISBN 978-4-06-521493-0      |                             |
| 2  | 9 marzo 2021                | ISBN 978-4-06-522734-3      |                             |
| 3  | 8 luglio 2021               | ISBN 978-4-06-524164-6      |                             |
| 4  | 17 novembre 2021            | ISBN 978-4-06-525904-7      |                             |
| 5  | 17 marzo 2022               | ISBN 978-4-06-527304-3      |                             |
| 6  | 17 agosto 2022              | ISBN 978-4-06-528878-8      |                             |
| 7  | 16 novembre 2022            | ISBN 978-4-06-529976-0      |                             |

### Anime
Il 14 marzo 2022 è stato annunciato che il manga avrebbe ricevuto un adattamento anime. La serie è prodotta da Quad e diretta da Takashi Andō, con Kazuaki Morita che si occupa del character design e Tatsuya Kikuchi che si occupa della colonna sonora. È andato in onda dal 7 gennaio fino al 25 marzo 2023 su Tokyo MX e BS11. La sigla di apertura è Gyakyū☆Fuwaku☆Fraction (逆境☆不惑☆フラクション?) mentre quella di chiusura è Let's Go My House!!! (レッツゴー・マイ・ハウス!!!?, Rettsugō Mai hausu, lett. "Andiamo a casa mia!!!"), eseguite entrambe da Saya Aizawa, Mayu Sagara e Yurie Kozakai. In seguito sono stati distribuiti due OAV il 26 gennaio dello stesso anno in formato Blu-ray. In Italia la serie viene distribuita in versione sottotitolata sulla piattaforma Prime Video.

#### Episodi
Questa lista è suscettibile di variazioni e potrebbe essere incompleta o non aggiornata.

| Nº    | Titolo italiano Giapponese 「Kanji」 - Rōmaji                    | In onda          | In onda |
| Nº    | Titolo italiano Giapponese 「Kanji」 - Rōmaji                    | Giapponese       |         |
| 1     | Qua la zampa. 「お手。」 - Ote.                                  | 7 gennaio 2023   |         |
| 2     | La passeggiata. 「おさんぽ。」 - Osanpo.                         | 14 gennaio 2023  |         |
| 3     | La gattina timorosa 「こわがるネコ。」 - Kowagaru neko.          | 21 gennaio 2023  |         |
| 4     | Ciò che prova un cane. 「犬のきもち。」 - Inu no kimochi.        | 28 gennaio 2023  |         |
| 5     | Fuga. 「脱出。」 - Dasshutsu.                                    | 4 febbraio 2023  |         |
| 6     | Una coniglietta solitaria. 「さびしいうさぎ。」 - Sabishī usagi. | 11 febbraio 2023 |         |
| 7     | Gara di "a cuccia". 「ハウス対決。」 - Hausu taiketsu.           | 18 febbraio 2023 |         |
| 8     | Intrusione a scuola. 「学園潜入。」 - Gakuen sennyū.             | 25 febbraio 2023 |         |
| 9     | Panico canino. 「ワンちゃんパニック。」 - Wan-chan panikku.      | 4 marzo 2023     |         |
| 10    | Pochita. 「ポチ太。」 - Pochita.                                 | 11 marzo 2023    |         |
| 11    | Lavaggio canino. 「いぬゆ。」 - Inuyu.                           | 18 marzo 2023    |         |
| 12    | Il primo bacio. 「はじめてのキス。」 - Hajimete no Kisu.         | 25 marzo 2023    |         |
| OAV 1 | La piscina per cani. 「ドッグプール。」 - Doggupūru.             | 2 aprile 2023    |         |